# Hanni Rützler
Hanni Rützler (Bregenz, 9 februari 1962) is een Oostenrijkse voedingswetenschapper, voedseltrendonderzoeker, schrijver en gezondheidspsycholoog.

## Leven

### Opleiding
Hanni Rützler werd in 1962 geboren in Bregenz, de hoofdstad van Vorarlberg. Ze genoot haar middelbaar onderwijs aan het Sacré-Coeur in Bregenz en behaalde haar Matura (diploma) in 1981. Na een eenjarig studiebezoek in de Verenigde Staten aan de Michigan Technological University in Houghton, begon ze huishoud- en voedingswetenschap, psychologie en sociologie te studeren, en verder ook voedsel- en biotechnologie aan de Universiteit van Wenen (afgerond als Master of Natural Sciences in 1988). Naast een stage in persoonsgerichte gespreksvoering (voltooid in 1991) was ze een medewerker bij het interdisciplinaire onderzoeksproject "Ernährungskultur in Österreich" ("Voedingscultuur in Oostenrijk") aan het Institut für Kulturstudien (IKUS). Sindsdien werkt ze als freelance voedingswetenschapper, consultant voor voedsel- en drankondernemingen en voedseltrendonderzoeker.

### Loopbaan
Rützler is de oprichter en leider van de futurefoodstudio in Wenen. Ze schrijft naslagwerken en is sinds 2004 adviseur bij het Zukunftsinstitut ("Toekomstinstituut") van Matthias Horx in Frankfurt am Main.
Rützler spreekt regelmatig op internationale bijeenkomsten en conferenties (bijvoorbeeld in Berlijn, Zürich, Johannesburg en Dubai), als workshop- en seminarleider en ook als voedingsexpert op de radio, op televisie en in de geschreven pers.
Ze is de medeoprichter van het Verband der Ernährungswissenschafter Österreichs (VEÖ, "Verbond van Voedingswetenschappers van Oostenrijk") en was van 1999 tot 2005 de vicevoorzitter van de Österreichische Gesellschaft für Ernährung (ÖGE, "Oostenrijks Genootschap voor Voeding"). Ze was docent aan de Medische Universiteit van Graz (cursus Public Health) en is lid van tal van wetenschappelijke adviesraden (onder andere VEÖ, Forum Ernährung heute, Denkwerk Zukunft).

### Kweekvleestest

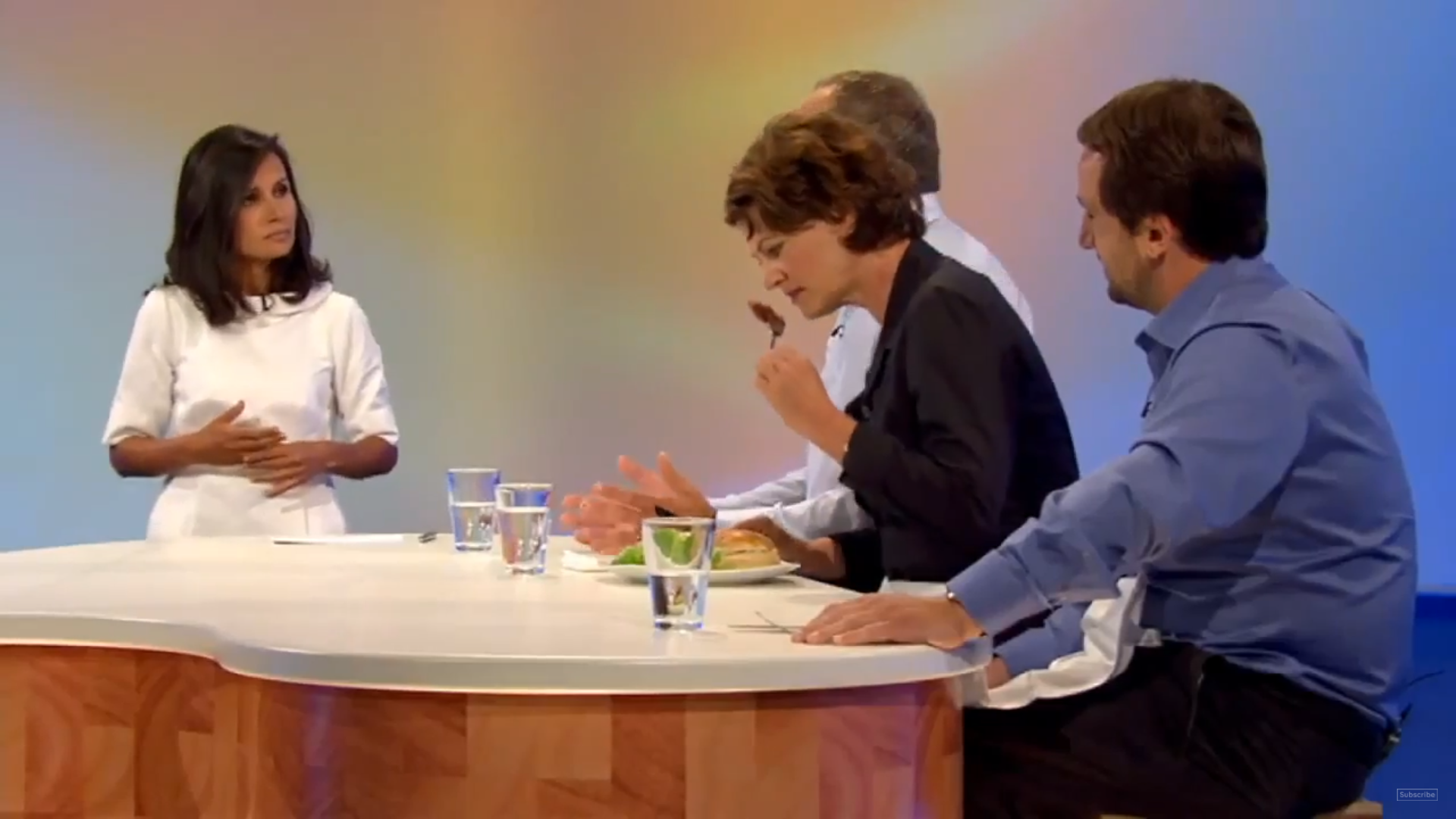
Rützler proeft 's werelds eerste kweekhamburger op 5 augustus 2013.

Op 5 augustus 2013 nam Rützler deel aan het testen van 's werelds eerste gekweekte hamburger, die werkt gebakken en geproefd op een persconferentie in Londen. Wetenschappers van de Nederlandse Universiteit Maastricht, geleid door professor Mark Post, hadden stamcellen van een koe genomen en deze in mei 2013 in 20.000 spierweefselreepjes laten groeien, die ze daarna samenvoegden tot een hamburger. De productie kostte  €250.000, die vergoed werd door een anonieme donateur die later werd onthuld als Google Inc.-medeoprichter Sergey Brin. De burger werd bereid door chef Richard McGeown van Couch's Great House Restaurant in Polperro en geproefd door de critici Rützler, Josh Schonwald en projectleider Post. Rützler verklaarde,
Ik had verwacht dat de textuur zachter zou zijn. Hij is nogal stevig. Er zit best wel wat smaak aan door het bakken. Ik weet dat er geen vet in zit, dus ik wist niet echt hoe sappig hij zou zijn, maar er zit wel een intense smaak aan. Het zit dichtbij vlees, het is niet zo sappig, maar de consistentie is perfect. Dit is vlees voor mij... Het is echt iets om op te bijten en ik denk dat het uiterlijk er erg op lijkt.
Rützler voegde eraan toe dat ze zelfs in een blind experiment het product zou hebben herkend als vlees en niet als een soja-vleesvervanger.

### Persoonlijk leven
Rützler is getrouwd met cultuurwetenschapper, theaterschrijver en journalist Wolfgang Reiter en woont in Wenen en Primmersdorf in Neder-Oostenrijk. Ze is flexitariër.

## Publicaties
- Bewusst essen – gesund leben. Ueberreuter, Wenen 1995, ISBN 3-8000-3563-4.
- Ist mein Kind zu dick? Gewichtsreduktion und gesundes Essverhalten bei Kindern und Erwachsenen leicht gemacht. htp, Wenen 1997, ISBN 3-7004-3751-X.
- Future Food – Die 18 wichtigsten Trends für die Esskultur der Zukunft. Zukunftsinstitut, Frankfurt am Main 2003, ISBN 3-937131-13-2.
- Was essen wir morgen? – 13 Food Trends der Zukunft. Springer, Wenen, New York 2005, ISBN 3-211-21535-2.
- Kinder lernen essen - Strategien gegen das Zuviel. Krenn, Wenen 2007, ISBN 978-3-90-235194-4.
- Anja Kirig, Hanni Rützler: Food-Styles. Zukunftsinstitut, Frankfurt am Main 2007, ISBN 978-3-938284-34-6.
- Harry Gatterer, Hanni Rützler e.a.: Österreich 2025 - Trend- und Chancenfelder in und für Österreich. Zukunftsinstitut, Wenen 2010, ISBN 978-3-938284-56-8.
- Hanni Rützler, Wolfgang Reiter: Food Change – 7 Leitlinien für eine neue Esskultur. Krenn, Wenen 2010, ISBN 978-3-99005-031-6.
- Hanni Rützlers FOODREPORT 2014. Zukunftsinstitut, Frankfurt am Main 2013, ISBN 978-3-938284-76-6.
- Hanni Rützlers FOODREPORT 2015. Zukunftsinstitut, Frankfurt am Main 2014, ISBN 978-3-938284-86-5.
- Hanni Rützler, Wolfgang Reiter: Muss denn Essen Sünde sein? Orientierung im Dschungel der Ernährungsideologien. Brandstätter, Wenen 2015, ISBN 978-3-85033-857-8.
- Hanni Rützlers FOODREPORT 2016. Zukunftsinstitut, Frankfurt am Main 2015, ISBN 978-3-945647-00-4.